# Saint-Julien-Chapteuil
Saint-Julien-Chapteuil è un comune francese di 1 931 abitanti situato nel dipartimento dell'Alta Loira della regione dell'Alvernia-Rodano-Alpi.

## Società

### Evoluzione demografica
Abitanti censiti